# Scalo merci di Shiodome
Lo scalo merci di Shiodome (汐留駅?, Shiodome-eki) fu uno scalo merci delle Ferrovie Nazionali Giapponesi (JNR) sito a Minato, Tokyo, in Giappone. Lo scalo era in origine noto con il nome di stazione di Shinbashi (新橋停車場?, Shinbashi Teishajō), venendo utilizzato dal 1872 fino al 1914 come capolinea della linea principale Tōkaidō, la prima linea ferroviaria istituita nel paese nipponico.

## Storia
L'allora stazione di Shinbashi fu costruita come terminale della prima linea ferroviaria del Giappone, la linea principale Tōkaidō, che allora collegava Tokyo a Yokohama. La stazione fu inaugurata il 14 ottobre 1872, diventando operativa a partire dal giorno successivo. Il servizio di trasporto merci prese via a partire dal 15 settembre 1873.

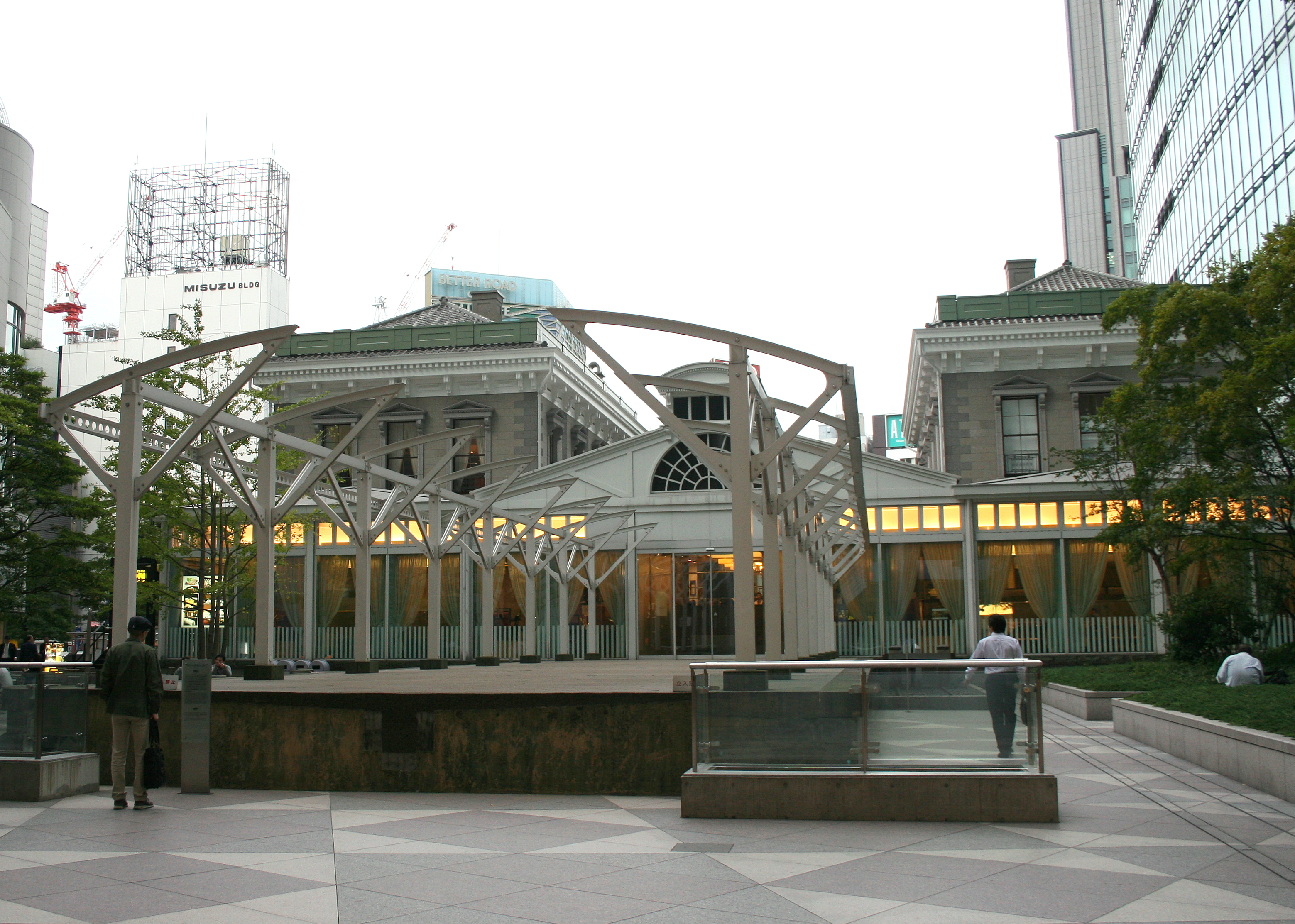
Riproduzione dell'originale stazione di Shinbashi

La stazione mantenne il ruolo di maggior terminale di Tokyo fino al 20 dicembre 1914, quando venne inaugurata la stazione di Tokyo. A quel punto venne convertita in uno scalo merci e rinominata con il nome dell'area in cui sorgeva, Shiodome. Conseguentemente l'allora stazione di Karasumori prese il nome di stazione di Shinbashi, utilizzato ancora oggi.
Lo scalo di Shiodome svolse un ruolo importante per tutta la durata della seconda guerra mondiale, nonostante il grande terremoto del Kantō del 1923 distrusse il terminal passeggeri originale. Nel 1936, con l'apertura del mercato ittico di Tsukiji, lo scalo acquisì rinnovata importanza all'interno della rete commerciale di Tokyo.
Con lo sviluppo delle rete autostradale, il trasporto merci ferroviario subì un lento declino e lo scalo cessò ogni attività il 1º novembre 1986, vendendo chiuso ufficialmente nell'ottobre 1987. L'impianto di 22 ettari, uno dei più grandi appezzamenti di terreno aperto nel centro di Tokyo, passò in mano alla JNR Settlement Corporation nel 1988 per poi venire successivamente messo in vendita, al fine di adempiere in parte alle passività della JNR. Nel 2002 al suo posto sorse un grande complesso urbano noto come Shiodome Sio-Site. L'originale stazione di Shinbashi venne ricostruita nei pressi dello Shiodome City Center, e oggi funge da attrazione turistica e museo. Le fondamenta della vecchia stazione sono ancora visibili attraverso il pavimento di vetro.